# Albert Nordström
Bror Anders Albert Nordström, född den 15 juni 1860 i Växjö, död den 14 juni 1941 i Lofta församling, Kalmar län, var en svensk jurist.
Nordström blev student vid Lunds universitet 1879 och avlade examen till rättegångsverken 1883. Efter tjänstgöring i Göta hovrätt utnämndes han till vice häradshövding 1886. Nordström var auditör vid Västgötadals regemente 1893–1900 och häradshövding i Norra och Södra Tjusts domsaga 1900–1930. Han blev riddare av Nordstjärneorden 1911 och kommendör av andra klassen av samma orden 1926.